# NGC 515
NGC 515 é uma galáxia lenticular (S0) localizada na direcção da constelação de Pisces. Possui uma declinação de +33° 28' 20" e uma ascensão recta de 1 horas, 24 minutos e 38,7 segundos.
A galáxia NGC 515 foi descoberta em 13 de Setembro de 1784 por William Herschel.